# Odontomantis euphrosyne
Odontomantis euphrosyne är en bönsyrseart som beskrevs av Carl Stål 1877. Odontomantis euphrosyne ingår i släktet Odontomantis och familjen Hymenopodidae. Inga underarter finns listade i Catalogue of Life.